# Krzysztof Cichosz
Krzysztof Jerzy Cichosz (ur. 1955 w Łodzi) – polski fotograf, grafik oraz nauczyciel akademicki.

## Życiorys
W latach 1985–89 studiował na Wyższym Studium Fotografii w Warszawie, następnie w latach 1999-2002 uczęszczał na uzupełniające studia magisterskie na Akademii Sztuk Pięknych w Poznaniu.
Pracuje jako wykładowca w Państwowej Wyższej Szkole Filmowej, Telewizyjnej i Teatralnej im. L.Schillera w Łodzi. Pierwszą wystawę indywidualną Metryka świadomości miał w 1982 w Łódzkim Domu Kultury; obejmowała ona wykonane w latach 1978-1981 portrety bliskich mu osób we wnętrzach. W latach 1983–2008 prowadził galerię FF (Forum Fotografii) w Łodzi. Od jest członkiem 1989 Związku Polskich Artystów Fotografików.
Kurator wystaw w Polsce i za granicą. Jego prace znajdują się w zbiorach: Muzeum Sztuki w Łodzi, Muzeum Narodowego we Wrocławiu, Muzeum Historii Miasta Łodzi, Musée L`Elysée w Lozannie, The Art Collection of the World Bank w Waszyntgonie, Galerii Wymiany w Łodzi, Małej Galerii ZPAF-CSW.
W 2018 decyzją Prezydenta Rzeczypospolitej Polskiej otrzymał tytuł profesora (sztuk filmowych).